# Idaea poecilocrossa
Idaea poecilocrossa là một loài bướm đêm trong họ Geometridae.